# Architecture in Helsinki
Architecture in Helsinki foi uma banda de indie pop australiana formada no subúrbio de Northcote em Melbourne. O grupo era composto por Cameron Bird, Gus Franklin, Jamie Mildren, Sam Perry, e Kellie Sutherland.
A maior parte dos membros da banda era multi-instrumentista, e faziam sua música lançando mão de uma ampla gama de instrumentos. Usando desde os mais tradicionais, como guitarras, baixo e bateria até os mais eletrônicos, como sintetizadores, samplers, glockenspiel, sem abrir mão das batidas de palma. Também utilizavam muitos instrumentos de sopro, como trompete, tuba, trombone, clarineta e flauta doce. Seu estilo era bastante eclético, freqüentemente flertando com estilos caribenhos.
Já tocaram ao lado de Death Cab for Cutie e Clap Your Hands Say Yeah e abriram os concertos de artista como David Byrne, Polyphonic Spree, Yo La Tengo e Belle & Sebastian.

## Discografia

### Álbuns
- Fingers Crossed (2003)
- In Case We Die (2005)
- We Died, They Remixed (2006, remixagens)
- Places Like This (agosto de  2007)
- Moment Bends (maio 2011)

### SingleseEPs
- "Like a Call" (2002)
- "Kindling" (2003)
- "Keepsake" (2004)
- "Do the Whirlwind" (2005, versão australiana)
- "Maybe You Can Owe Me/It'5!" (2005, 7")
- "Do the Whirlwind" (2005, versão britânica)
- "Wishbone" (2006, 7")
- "Heart It Races" (2007)
- "Hold Music" (2007, 7")
- "Like It Or Not" (2008)

### Remixagens de músicas de outros artistas
| Banda                | Música                   | Mídia                                  | Ano  |
| -------------------- | ------------------------ | -------------------------------------- | ---- |
| B(if)tek             | Hi Fi Kids               | Frequencies Will Move Together (álbum) | 2003 |
| Shout out Ladies     | Very Loud                | Combine (EP)                           | 2003 |
| Bonde do Rolê        | Office Boy               | Office Boy (EP)                        | 2007 |
| Bumblebeez           | Dr Love                  | Dr Love (EP)                           | 2007 |
| YACHT                | See a Penny (Pick It Up) |                                        | 2007 |
| 33 hz                | Paris, Texas             |                                        | 2007 |
| Midnight Juggernauts | Into the Galaxy          |                                        | 2008 |

### Videoclipes
- "Like a Call" (2003) - Dirigido por Isobel Knowles
- "Kindling" (2003) - Dirigido por Kellie Sutherland
- "It'5!" (2005) - Dirigido por Isobel Knowles and Ali Dullard
- "Do the Whirlwind" (2005) - Dirigido por Paul Robertson (versão australiana)
- "Do the Whirlwind" (2006) - Dirigido por Nima Nourizadeh (versão britânica)
- "Wishbone" (2006) - Dirigido por Isobel Knowles
- "Heart It Races" (2007) - Dirigido por Kris Moyes
- "Hold Music" (2007) - Dirigido por Kim Gehrig
- "Debbie" (2007) - Dirigido por Josh Logue
- "Like It Or Not" (2008) - Dirigido por Josh Logue
- "That Beep" (2009) - Dirigido por Krozm